# The Golden Coach
The Golden Coach (Frans: Le Carrosse d'or, Italiaans: La carrozza d'oro) is een Frans-Italiaanse filmkomedie uit 1952 onder regie van Jean Renoir. De film werd gemaakt bij de filmstudio Cinecittà in Rome. Er werd tegelijk een Engelse, Italiaanse en Franse versie van de film gedraaid.

## Verhaal
Een rondreizend toneelgezelschap uit Italië komt aan in een Peruaanse stad in de 18e eeuw. Er is ook juist een gouden koets uit Europa aangekomen voor de onderkoning. Hij wil de koets aan zijn maîtresse schenken, maar hij wordt verliefd op Camilla, de steractrice van het toneelgezelschap. Camilla wordt niet enkel aanbeden door de onderkoning, maar ook door de leider van het toneelgezelschap en door een plaatselijke stierenvechter. De Peruaanse notabelen zijn geschokt door de spilzucht van de onderkoning en dreigen ermee hem tot aftreden te dwingen. Uiteindelijk lost Camilla het probleem op door de koets aan de bisschop van Lima te schenken.

## Rolverdeling
| Acteur           | Personage                  |
| ---------------- | -------------------------- |
| Anna Magnani     | Camilla                    |
| Odoardo Spadaro  | Don Antonio                |
| Nada Fiorelli    | Isabella                   |
| Dante            | Arlecchino                 |
| Duncan Lamont    | Ferdinando                 |
| Georges Higgins  | Martinez                   |
| Ralph Truman     | hertog De Castro           |
| Gisella Mathews  | markiezin Irene Altamirano |
| Raf de La Torre  | procureur                  |
| Elena Altieri    | hertogin De Castro         |
| Paul Campbell    | Felipe                     |
| Riccardo Rioli   | Ramon                      |
| William Tubbs    | herbergier                 |
| Jean Debucourt   | bisschop                   |
| Renato Chiantoni | kapitein Fracassa          |
| Giulio Tedeschi  | Baldassare                 |